# 세종중학교 (세종)
세종중학교(世宗中學校)는 대한민국 세종특별자치시 조치원읍 교리에 있는 공립 중학교이다.

## 학교 연혁
- 1927년 3월 1일 : 조치원 공립 실과 여학교 설립인가
- 1927년 4월 15일 : 개교식 및 입학식 거행
- 1951년 8월 30일 : 학제 개편으로 각 학년 여중 · 여고로 개편
- 1976년 11월 9일 : 학제 개편으로 각 학년 8학급인가 (24학급)
- 1978년 7월 21일 : 조치원 여중 · 고로 분리, 여고 이전
- 2016년 3월 1일 : 혁신학교 지정(2016~2019)
- 2021년 3월 1일 : 남녀공학 세종중학교 개교
- 2022년 5월 1일 : 제31대 박헌정 교장 부임
- 2023년 1월 5일 : 제73회 졸업식 졸업생 205명(20,074명)
- 2023년 3월 2일 : 세종중학교 2023학년도 입학식(186명)

## 참고 자료
- 세종중학교 - 한국교육학술정보원 학교알리미